# Ахсу (Дагестан)
Ахсу́ (авар. Ахъсу) — село в Казбековском районе Дагестана. Входит в Артлухское сельское поселение.

## География
Расположено к юго-востоку от районного центра Дылым.
Ближайшие населённые пункты: на севере — село Гуни, на северо-западе — село Буртунай, на северо-востоке — село Гертма, на юге — село Артлух, на востоке — село Иманалиросо.

## История
Село Ахсу ранее входило в состав Буйнакского района.

## Население
| 1926 | 1939 | 1970 | 1989 | 2002 | 2010 | 2021 |
| ---- | ---- | ---- | ---- | ---- | ---- | ---- |
| 115  | ↗127 | ↗128 | ↘38  | ↘6   | ↗65  | ↘31  |